# 困難な人生
『困難な人生』（こんなんなじんせい、イタリア語: Una vita difficile）は、1961年（昭和36年）製作・公開、ディーノ・リージ監督によるイタリアの映画である。イタリア式コメディの1作。

## 略歴・概要
本作は、1961年、ディーノ・デ・ラウレンティスによるイタリアの映画会社ディーノ・デ・ラウレンティス・チネマトグラフィカが製作、同年12月19日に同社が配給して、イタリア国内で公開された。本作は、翌1962年（昭和37年）のダヴィド・ディ・ドナテッロ賞作品賞を受賞した。
イタリアの映画史においては、1959年（昭和34年）のマリオ・モニチェリ監督による『戦争・はだかの兵隊』、1960年（昭和35年）のルイジ・コメンチーニ監督による『みんな帰ろう』と並ぶ、第二次世界大戦後の復興期のありかたを示す作品とみなされている。
本作の英語タイトル A Difficult Life は直訳題であるが、ディーノ・リージの次作『追い越し野郎』（イタリア語: Il sorpasso, 「追い越し」の意）をアメリカ合衆国で配給したジョーゼフ・E・レヴィーンのエンバシー・ピクチャーズがつけた英語タイトルは The Easy Life で、前作に対照的な意味のタイトルで売り出された。
日本では、本作に関しては劇場公開されておらず、2010年9月現在、DVD等のビデオグラムも発売されていない。

## スタッフ・作品データ
- プロデューサー : ディーノ・デ・ラウレンティス
- 監督 : ディーノ・リージ
- 脚本 : ロドルフォ・ソネゴ
- 撮影 : レオニダ・バルボーニ （Leonida Barboni）
- 美術 : マリオ・キアーリ （Mario Chiari）
- 編集 : タティアーナ・カジーニ・モリーギ （Tatiana Casini Morigi [5]）
- 音楽 : カルロ・サヴィーナ （Carlo Savina）

- フォーマット : 白黒映画 - アメリカン・ヴィスタサイズ（1.85:1） - モノラル録音

## キャスト
クレジット順
- アルベルト・ソルディ - Silvio Magnozzi
- レア・マッサリ （Lea Massari） - Elena Pavinato
- フランコ・ファブリーツィ （Franco Fabrizi） - Franco Simonini
- リーナ・ヴォロンギ （Lina Volonghi） - Amelia Pavinato
- クラウディオ・ゴーラ （Claudio Gora） - Commendator Bracci
- アントニオ・チェンタ （Antonio Centa） - Carlo, Elena's friend
- ロレダーナ・ヌシアク （Loredana Nusciak） - Giovanna, Elena's friend (as Loredana Cappelletti)
- ミーノ・ドーロ （Mino Doro） - Gino Laganà, Silvio's friend
- ダニエーレ・ヴァルガス （Daniele Vargas） - Marchese Cafferoni
- ボランテ・ドミツラフ （Borante Domizlaff）
- パオロ・ヴァンニ （Paolo Vanni） - Paolino Magnozzi
- イーディス・カタラーノ＝ピーターズ （イーディス・ピーターズ、Edith Peters） - 本人役

クレジット外
- アレッサンドロ・ブラゼッティ （Alessandro Blasetti） - 本人役
- ヴィットリオ・ガスマン - 本人役
- シルヴァーナ・マンガーノ - 本人役
- ウンベルト・ラオ （Umberto Raho）
- フランコ・スカンドゥッラ （Franco Scandurra） - 大学教授
- レナート・タリアーニ （Renato Tagliani） - 本人役

## 関連事項
- イタリア式コメディ
- エンバシー・ピクチャーズ （en:Embassy Pictures）

## 註
1. 1 2 3  A Difficult Life, Internet Movie Database （英語）, 2010年9月10日閲覧。
2. ↑  Una Vita Difficile, allmovie （英語）, 2010年9月10日閲覧。
3. ↑  Una vita difficile di Dino Risi, イタリア放送協会 （イタリア語）, 2010年9月10日閲覧。
4. ↑  The Easy Life - IMDb（英語）, 2010年9月10日閲覧。
5. ↑  Tatiana Casini Morigi - IMDb（英語）, 2010年9月10日閲覧。